# Asociación Corredores de Turismo Carretera
La Asociación Corredores Turismo Carretera (ACTC), es un organismo autárquico creado en la República Argentina y que se encuentra ligado a las competencias de automovilismo de velocidad. Fue fundada el 30 de agosto de 1960, inicialmente como un órgano representante y defensor de los derechos de los pilotos que competían en la categoría Turismo Carretera (de allí su nombre), para luego transformarse a mediados de la década del '70 en un ente fiscalizador de competencias, independiente del máximo órgano automovilístico de la Argentina: El Automóvil Club Argentino. Actualmente, la ACTC está presidida por el expiloto de Turismo Carretera Hugo Mazzacane, y tiene a su cargo la fiscalización de todas las divisiones del TC. Además de esta categoría, ACTC también fiscalizaba las competencias de la categoría Top Race, la cual creó en 1997 y que dejó de fiscalizar en 2011.

## Historia
Desde su creación en 1937, el Turismo Carretera fue la primera expresión nacional del automovilismo de velocidad en Argentina. La fiscalización de estos eventos estaban en manos del Automóvil Club Argentino, que delegaba su poder en manos de la Comisión Deportiva Automovilística (CDA). Entrada la década del '60, esta organización comenzó a ser objeto de cuestionamientos. Una decisión tomada en forma unilateral por el organismo, fue cuestionada por la mayoría de los pilotos y rechazada de plano por los mismos, quienes se agruparon bajo una nueva entidad representativa para hacer frente a la CDA. Este grupo de pilotos, encabezados entre otros por los Hermanos Gálvez, Juan Manuel Bordeu, Luis Rubén Di Palma o Rodolfo de Álzaga, decidieron firmar el acta fundacional de una nueva organización: La Asociación Corredores de Turismo Carretera (ACTC). ACTC, entró en funciones el 30 de agosto de 1960 y el honor de ser su primer presidente, recayó en manos de Plinio Rosetto. La nueva estructura se inició principalmente como un órgano de defensa a los derechos de los pilotos de la categoría, para garantizar la realización de las competencias. Por ese entonces, en 1968, el Automóvil Club Argentino, creó un nuevo organismo para reemplazar a la CDA, que fuera llamado Confederación Argentina de Automovilismo Deportivo (CADAD), la cual regenteaba al TC y al denominado Turismo Anexo "J". La acumulación de categorías por parte de CADAD generó un conflicto interno entre esta entidad y la CDA, que no reconocía a CADAD como órgano fiscalizador. La pelea se desató en 1974 y tuvo sus ribetes más filosos entre 1978 y 1979, lo cual provocaba que los pilotos del TC no se pongan de acuerdo para correr, ya sea bajo fiscalización de CDA o de la CADAD, sin embargo, la mayoría de ellos optaba por correr con CADAD. A pesar de ello, ACTC hizo florecer una idea que finalmente dio sus frutos en 1979: la de fiscalizar sus propias carreras. El conflicto CDA-CADAD también influyó en esta decisión, además de generarse también una pelea entre ACTC y CADAD. Finalmente, en 1979, ACTC conseguiría ser reconocida por el Automóvil Club Argentino como ente organizador de competencias, absorbiendo más tarde a la antigua CADAD, quedando con la exclusiva representación en el TC. En ese entonces, ya se encontraba presidiendo la entidad el entonces piloto de TC Octavio Suárez, a quien le tocó en suerte dirigir la entidad hacia su separación del ACA, y como premisa defendía la presencia del TC en las rutas. Lamentablemente, este entusiasta dirigente perdió la vida en un accidente mientras desarrollaba una de prueba de TC en las rutas de Tandil, uno de los sitios que tanto defendió durante su gestión al frente de la entidad.
Con el paso del tiempo, ACTC fue acumulando experiencia en el armado de una categoría. Sin embargo los conflictos no fueron ajenos a la historia del TC, cuando en 2001 una nueva controversia ACA-ACTC obligó a los pilotos a dividirse entre TC y TC 2000, amenazando el ACA con retirar las licencias a aquellos pilotos que participen en carreras de ACTC y efectivizando la prohibición del uso de circuitos que se encuentren bajo la órbita del ACA. Fue por eso que el TC disputó algunas fechas en bases aeronavales, compitiendo en las pistas de aterrizaje de las mismas. Finalmente, este conflicto llegó a su fin y todas las suspensiones impuestas por ACA quedaron sin efecto. Hoy ambas entidades trabajan en forma independiente una de otra.
En este año 2024 se inició un nuevo conflicto entre la CDA del Automóvil Club Argentino y ACTC, donde el primero, por ser socio representante del país ante la Federación Internacional de Automovilismo (FIA), decidió revocar el "poder deportivo selectivo" que le había delegado en 2001 a la ACTC para fiscalizar las carreras de TC, TC Pista y Top Race (aunque esta última categoría dejó de ser fiscalizada por ACTC en 2011 para pasar directamente a la órbita de fiscalización de la Confederación Deportiva Automovilística Sudamericana - CODASUR). El motivo que dio origen a este nuevo conflicto entre el ACA y ACTC fue que la entidad teceísta cometió múltiples violaciones al acuerdo original firmado entre ambas entidades en el 2001, por ejemplo al crear las categorías TC Pista Mouras y TC Mouras, pero el principal detonante de este nuevo conflicto ACA-ACTC fue el anuncio de la ACTC de que a partir de esta temporada 2024 se haría cargo, mediante su Comisión Asesora y Fiscalizadora (CAF) de la fiscalización del Turismo Nacional y el Turismo Pista, categorías que venían siendo fiscalizadas por la CDA.
En medio del conflicto entre las dos entidades, el por entonces presidente de la CDA, Eugenio Breard, intentó llevar algo de tranquilidad a los pilotos que compiten en ACTC al afirmar que "El ACA no va a hacer nada para perjudicar a los pilotos. Todo aquel que tenga nuestra licencia puede correr dónde quiera. Si quiere hacerlo en ACTC, no se lo vamos a impedir". Sin embargo el conflicto entre ACA y su CDA, y la entidad de la calle Bogotá por el poder y el control sobre la fiscalización del de automovilismo argentino se fue acrecentando con el pasar de los meses, debido al crecimiento de la ACTC en la materia fiscalizadora, absorbiendo e integrando nuevas categorías y federaciones de las provincias que antes se encontraban bajo el ala del ACA. El conflicto también tuvo sus ribetes más filosos cuando el entonces Presidente del ACA, César Carman III, amenazó con llevar la disputa ante la justicia.
La disputa entre las dos entidades ha generado incluso que la casa madre a nivel mundial del automovilismo, la FIA, se pronuncie ante la situación instando al ACA y a la ACTC a tratar de resolver el conflicto.

## Categorías que regentea
Actualmente la Asociación Corredores de Turismo Carretera, a través de su Comisión Asesora y Fiscalizadora (CAF) fiscaliza y regentea de manera directa o por intermedio de las diferentes federaciones automovilísticas regionales más de 127 categorías a lo largo y ancho de la República Argentina.

### Turismo Carretera

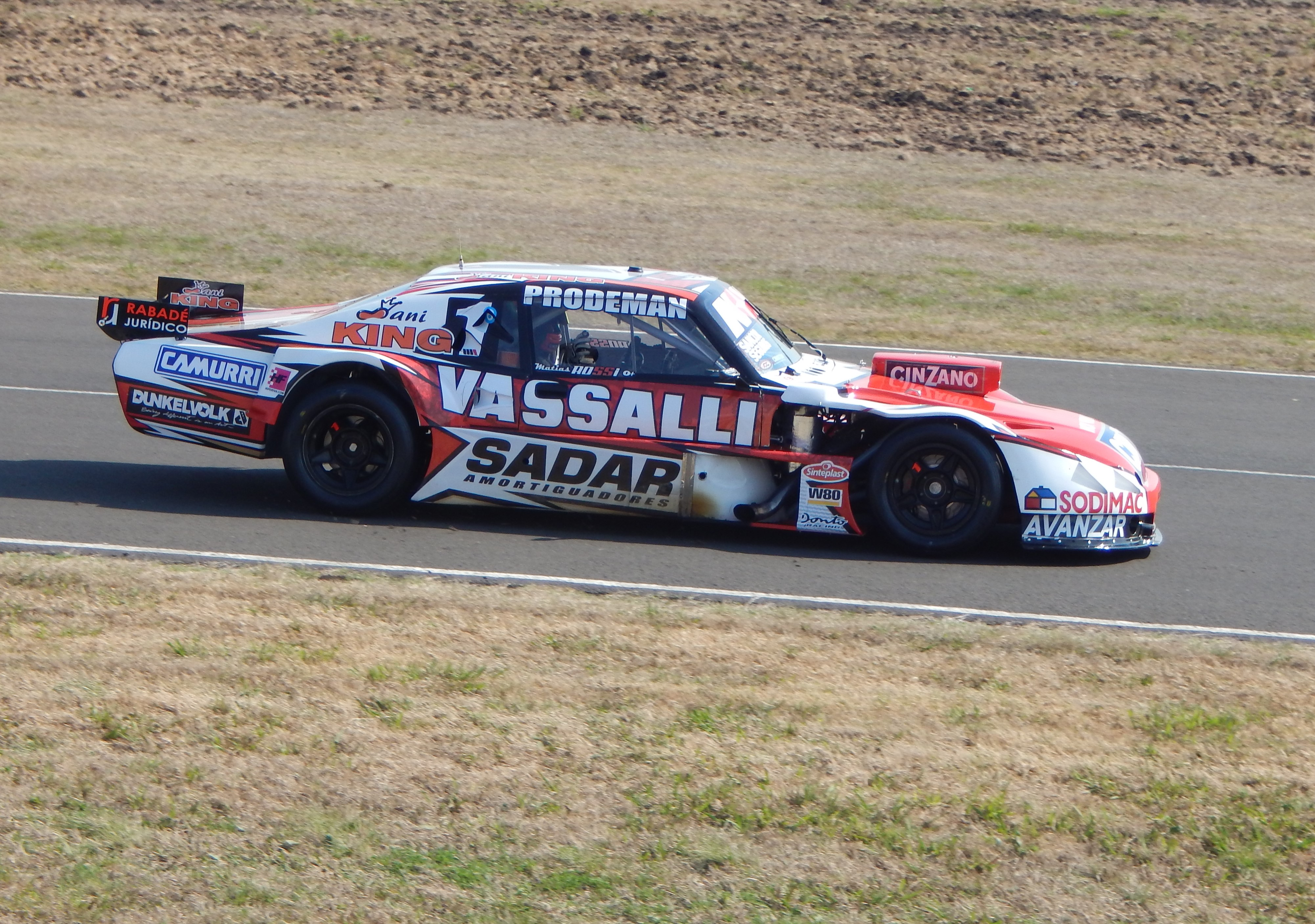
Chevrolet Chevy de Matías Rossi, campeón del TC en 2014.

El Turismo Carretera es la máxima categoría del automovilismo argentino y es la piedra fundacional de la ACTC. En sus primeros años, el TC estaba regido por la Comisión Deportiva de Automovilismo (CDA) del Automóvil Club Argentino, la cual durante su mandato intentó retirar al TC de las rutas, la cuna de la categoría. Esta situación, sumada a una medida inconsulta por parte del ACA en torno al abastecimiento de combustibles, fueron el detonante para que un grupo de pilotos se autoconvoque creando un órgano representativo que más tarde se convertiría en la ACTC.
Hoy en día, la temática manejada por ACTC con respecto al Turismo Carretera es la organización de las competencias, tanto de la división mayor como de las divisionales inferiores. Uno de los trabajos más constantes que lleva adelante ACTC, tiene que ver en materia de seguridad, dado la potencia que se maneja al pilotear estos vehículos y los accidentes por los que fue noticia. Varios de estos fueron los detonantes para que el TC sufra las modificaciones más notorias que le hicieran perder su tradición, como ser la suspensión de las carreras en rutas y el retiro de los navegantes.
Otro trabajo que no cesa en ACTC está vinculado al armado y desarrollo de los coches de carrera. Esta categoría, hasta el día de hoy, mantiene la homologación de coches de los años '70, recibiendo éstos múltiples desarrollos que posicionan a la categoría como una de las más potentes del país. Los modelos que se utilizan actualmente ya cesaron su producción, pero su utilización se debe más que nada al fanatismo de los aficionados por los mismos. Los modelos citados son el Chevrolet Chevy, el Ford Falcon, el Dodge GTX y el IKA Torino, de los cuales estos dos últimos son evolucionados y conocidos como Dodge y Torino Cherokee.

### TC Pista

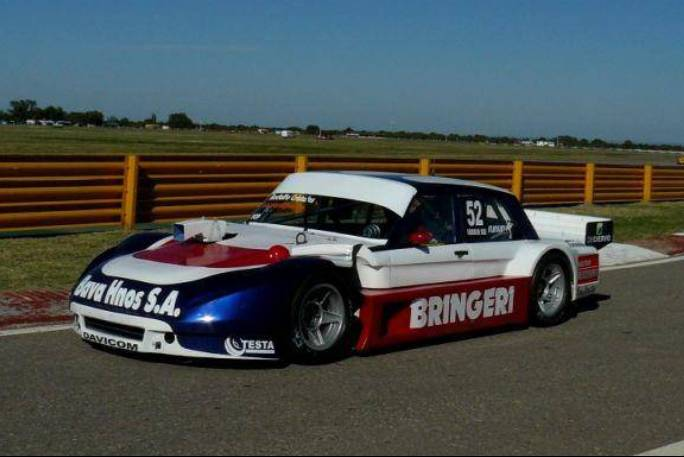
Ford Falcon de Mariano Ponce de León
del TC Pista.

Segunda división del Turismo Carretera. Fue creada en 1995 con el fin de preparar a los pilotos provenientes de categorías zonales o nacionales, cuyos automóviles desarrollen un potencial competitivo inferior al Turismo Carretera. Además permitió absorber aquellos pilotos que no cabían en la parrilla del TC cuando pasaron de utilizarse circuitos ruteros a autódromos permanentes. Funciona como telonera de la divisional mayor, y cada año se realiza una serie de ascensos y descensos entre ésta y la primera división. Los automóviles utilizados son los mismos que en TC en cuanto a su estructura, mientras que difieren en ciertos detalles especiales como para reducir su potencia, tal es el caso de los carburadores o la caja de cambios.
La obligatoriedad de participación en esta categoría, antes de subir a un Turismo Carretera, fue motivo en varias oportunidades de diversas contradicciones, ya que en la historia del TC ha habido pilotos que no cumplieron este requisito para sentarse en un coche de la divisional mayor. Sin embargo, otros pilotos que habían desarrollado su carrera a nivel internacional fueron obligados de alguna forma a subir a un TC Pista, a pesar de competir con vehículos de igual o mayor potencia.
Es el caso del piloto José María López, quien en 2007 intentó ingresar al TC para debutar en esta categoría, pero fue impedido por la ACTC de hacerlo ya que no había corrido en TC Pista. El planteo fue completamente ilógico, teniendo en cuenta que López poseía la denominada Superlicencia de Piloto de Fórmula 1. Otro piloto que participó esta categoría fue el ex-motociclista internacional Sebastián Porto, quien se había consagrado subcampeón de 250 cc. en 2005. Sin embargo, pilotos como Ricardo Risatti III (ex-Fórmula 3000) o Gastón Mazzacane (ex-Fórmula 1), no recibieron objeciones para subir directamente a un TC en su primer año en la categoría.

### TC Mouras
Tercera división del Turismo Carretera, debe su nombre al hecho de que sus competencias se desarrollaban exclusivamente en el "Autódromo Roberto Mouras" de La Plata. A partir del año 2009 comenzó a circular por otras pistas del país, como el Autódromo Hermanos Emiliozzi de Olavarría y el Autódromo Ciudad de Nueve de Julio de la ciudad homónima, siendo tomado como la escala previa para subir al TC Pista. Los modelos poseen una configuración similar en carrocería a las divisionales mayores pero nuevamente difiere en su rendimiento, siendo este menor al TC y TC Pista. Esta categoría tiene el mismo posicionamiento que otra categoría de automóviles creada por el Automóvil Club Argentino, llamada Turismo 4000 Argentino, el cual también utiliza unidades similares al TC, pero con diferente desarrollo en sus carrocerías.

### TC Pista Mouras
Cuarta división del Turismo Carretera, tiene la misma funcionalidad que las anteriores, siendo la base para poder llegar a la Primera División del TC. Al igual que las demás, esta categoría manifiesta una reducción en su potencia, manteniendo los mismos modelos del TC. Fue creada en 2008, a expensas de la categoría TC Mouras y su primer campeón se llamó Matías Devoto, quien obtuvo el título a bordo de un Chevrolet Chevy.

### TC Pick Up
La TC Pick Up fue creada por iniciativa del entonces presidente de la Asociación Corredores de Turismo Carretera, Hugo Mazzacane, quien en octubre del año 2017 manifestó la intención de crear una nueva categoría de automovilismo, pero especializada en camionetas Pick Up. Al mismo tiempo, el objetivo fue el de brindar a los habituales pilotos del Turismo Carretera un nuevo espacio donde desenvolver su carrera deportiva, compartiendo calendario con las divisiones inferiores de la ACTC (TC Mouras y TC Pista Mouras), a la vez de ofrecer al público una categoría compuesta por los modelos más representativos del mercado automotor argentino.
La presentación oficial de esta categoría fue el 10 de diciembre de 2017, con una exhibición realizada por uno de los prototipos en el Autódromo Roberto Mouras de la Ciudad de La Plata, mientras que la competencia inaugural tuvo lugar el 23 de septiembre de 2018 en el mencionado circuito, previo anuncio de la Comisión Directiva de ACTC. A Guillermo Ortelli, le cupo el honor de ser el primer ganador de la historia compitiendo al comando de una unidad Nissan Frontier.

### TC Pista Pick Up
La TC Pista Pick Up, fue ideada en el año 2022 e inaugurada en 2023. Se trata de un desprendimiento de la TC Pick Up y fue ideada por el entonces Presidente de ACTC, Hugo Mazzacane, como una nueva alternativa de bajo costo, teniendo en cuenta la buena aceptación que tuvo la división mayor. Asimismo, la TC Pista Pick Up fue también integrada a los escalafones de ascenso de ACTC, siendo sus campeones premiados con un doble ascenso al TC Pista y la TC Pick Up, lo que también constituye a la TC Pista Pick Up en una alternativa de ascenso con respecto al TC Mouras. A Nicolás Impiombato le cupo el honor de ser el primer ganador de esta categoría, mientras que Elio Craparo se constituyó como su primer campeón, en 2023.

### Copa Bora 1.8T

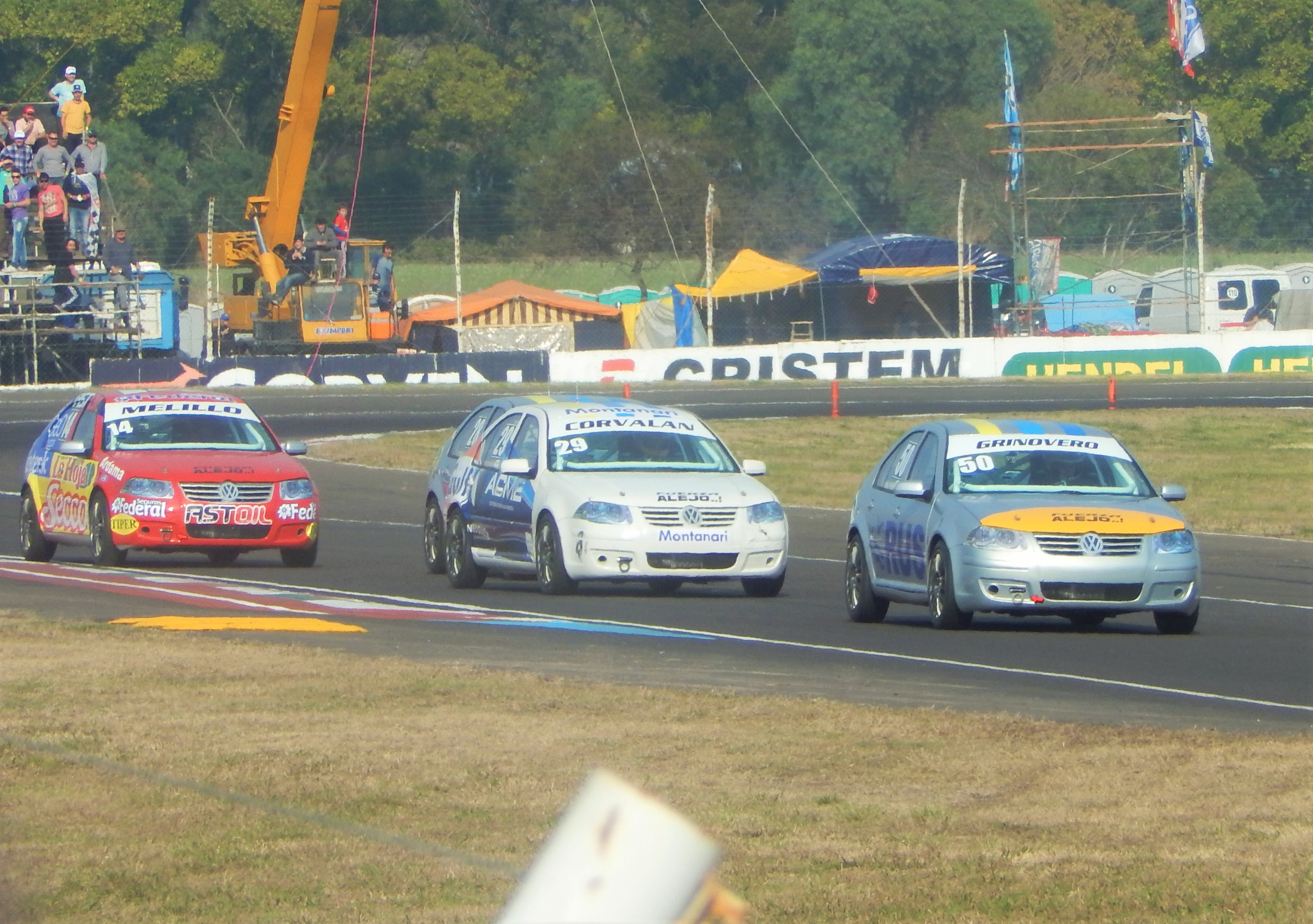
Copa Bora 1.8T en el circuito Ciudad de Paraná 2015.

La Copa Bora 1.8T es una categoría de turismos organizada por la Asociación Corredores de Turismo Carretera de temática monomarca, para la cual son empleadas unidades del modelo Volkswagen Bora 1.8T. Esta categoría fue planeada en 2011 durante la presidencia de Oscar Aventín como parte de un acuerdo con la automotriz Volkswagen que ingresó al Turismo Carretera como patrocinador de la categoría. Sin embargo, por diversos motivos referidos a los costos de producción y mantenimiento, fue estrenada oficialmente en 2015. Su presentación fue objeto de controversias, ya que para ese año Volkswagen había finalizado la producción del modelo Bora, siendo considerada esta categoría como de publicidad innecesaria de un producto ya salido de su producción.
Los modelos empleados para la competición son unidades del modelo Volkswagen Bora, los cuales están equipados con impulsores de 4 cilindros en línea y 1800 cm³ de cilindrada, equipados con turbocompresores que elevan su potencia hasta los 180 cv y acoplados a una caja manual de 5 velocidades. Estos vehículos presentan un tipo de preparación estándar mejorado, ya que presenta modificaciones en sus frenos y suspensiones de fábrica, a la vez de equipar todos los elementos de seguridad homologados para competición.
Tras haberse disputado la temporada 2017, se había anunciado el cese de sus actividades, sin embargo volvió a la actividad en 2019 aunque recién para 2020 retornó a la órbita fiscalizadora de ACTC.

### Liga SpeedAgro Racing
Surgida en el año 2022, como producto de un acuerdo entre ACTC y el fabricante de agroquímicos SpeedAgro, es una categoría promocional destinada a la formación de nuevos talentos. Su parque automotor está compuesto por unidades Fiat Punto, equipadas con motores de 1.4 litros. A la par de ser una categoría destinada a la promoción de pilotos, fue también elegida para el fomento de la actividad entre el género femenino, siendo elegida por varias mujeres para iniciar, o bien relanzar sus carreras deportivas.

### Turismo Nacional y Turismo Pista
A fines de 2023, tanto las autoridades de la Asociación Pilotos Automóviles Turismo (APAT), como así también las autoridades de la Asociación Pilotos de Turismo Pista (APTP), iniciaron conversaciones con las autoridades de ACTC con el fin de traspasar la fiscalización de sus competencias a la órbita de este organismo y a su vez, rompiendo relaciones con la Comisión Deportiva Automovilística del Automóvil Club Argentino, argumentando disconformidades en el trato refrendado por la CDA en la última temporada. Las negociaciones tanto de APAT como de APTP con la ACTC llegaron a buen puerto y a partir de la temporada 2024, la Comisión Asesora y Fiscalizadora (CAF) de la ACTC, se hizo cargo de la fiscalización de las competencias del Turismo Pista, y luego de más de 21 años, del Turismo Nacional (ACTC había fiscalizado anteriormente al TN hasta 2002).
Las categorías de la Asociación Pilotos Automóviles Turismo (APAT), es decir el Turismo Nacional Clases 2 y 3; como así también las divisionales de la Asociación Pilotos Turismo Pista (APTP), con sus Clases 1, 2 y 3 estarán bajo la fiscalización de la entidad ‘teceísta’.

### Fórmula 2 Argentina
La Fórmula 2 Argentina, es una categoría argentina de automovilismo, especializada en monoplazas. Fue creada a fines del año 2023 por la ACTC, como consecuencia de una escisión dentro de la Fórmula Nacional regenteada por el Comisionado Deportivo de Automovilismo (CDA) del Automóvil Club Argentino. Esta escisión fue provocada por los propietarios de diferentes equipos pertenecientes a esta última categoría, quienes descontentos con la falta de respuestas por parte de la entidad rectora de la ex-Fórmula Renault Argentina, anunciaron su desvinculación de este organismo, intentando a su vez traspasar la categoría a la órbita de ACTC. Finalmente, tras recibir la oposición por parte de la CDA a esta última intención (argumentando ser propietarios de la denominación "Fórmula Nacional" y de arrogarse la potestad de ser la única entidad autorizada por la Federación Internacional de Automovilismo para otorgar licencias internacionales), los equipos terminaron agrupándose bajo la órbita de ACTC, creando una nueva categoría a la que dieron en llamar "Fórmula 2 Argentina". Esta categoría tuvo su estreno el 17 de marzo de 2024 en el Autódromo Ciudad de Viedma, compartiendo escenario con el Turismo Carretera.
La F2 Argentina, al igual que el TC Pista Mouras, es el cuarto escalón en el camino para ir subiendo hacia el Turismo Carretera, y el campeón de dicha categoría recibirá el pase directo para competir en el TC Mouras. Cumpliendo con el calendario completo del Mouras, los participantes provenientes de la F2 Argentina recibirán el pase para competir en el TC Pista.

### Federaciones Metropolitana, Mar y Sierras
En marzo de 2024, la Federación Regional Metropolitana de Automovilismo Deportivo (FRAD) como así también la Federación Regional de Automovilismo Deportivo Mar y Sierras (FMAD), entidad deportiva dependiente de la Metropolitana, comunicaron conjuntamente la decisión de dejar la Comisión Deportiva Automovilística del Automóvil Club Argentino para acercarse a la ACTC. Oscar Milani, presidente de FRAD-FMAD aclaró que la decisión de dejar la CDA fue motivada por no estar de acuerdo con las últimas decisiones adoptadas por esa entidad, en relación con las categorías de automovilismo de dichas federaciones. Ambas federaciones agrupan un total de 53 categorías zonales (25 de la Federación Mar y Sierras y 28 de la Federación Metropolitana) con actividad en la provincia de Buenos Aires, las cuales pasarán a ser fiscalizadas por la Comisión Asesora y Fiscalizadora (CAF) de la entidad ‘teceísta’.
Entre el más de medio centenar de campeonatos zonales que agrupan estas dos federaciones las más destacadas son el TC2000 del Atlántico, Turismo Special de la Costa, TC del Sudeste, Fórmula 1 Mecánica Argentina, Rally Mar y Sierras, por el lado de la Federación Mar y Sierras; y Fiat 600 Amigos, Fórmula 07, Fórmula 3 Metropolitana, Turismo 4000 Argentino, Fórmula 4 Nueva Generación, GT2000, Procar 4000, TC Platense, TC Regional y TC Rioplatense, por el lado de la Federación Metropolitana.

### Asociación Bahiense de Karting
El 3 de mayo de 2024, la Asociación Bahiense de Karting (ABK) dio un paso al costado de la Federación Regional N.º 3 del Sudoeste (FRADSO Nº3), y se acercó a la Asociación Corredores de Turismo Carretera. Luego de formalizarse el traspaso de fiscalización de las carreras de la ABK a la órbita de la ACTC, el fin de semana del 1 y 2 de junio del mismo año se convirtió en la primera categoría de karting de tierra fiscalizada por la ACTC.

### Rally Sprint LATAM
En junio de 2024, la ACTC anunció la creación de una nueva categoría, llamada Rally Spring LATAM. Ésta nueva categoría surgió desde ACTC y SUR Motorsport, empresa que está ubicada dentro del complejo Pro Racing de la ciudad cordobesa de Villa Carlos Paz y es distribuidora de neumáticos Pirelli de competición a diez torneos zonales además de ser promotor de RSL. ACTC y SUR Motorsport buscarán convertir a la nueva categoría en un campeonato de rally que cruce las fronteras y llegue a toda Latinoamérica; surgiendo principalmente de Argentina. Se tomaron en consideración los reglamentos de las federaciones regionales para la confección normativa para que se unan pilotos y equipos de distintas regiones. La fiscalización técnica y deportiva estará a cargo de la Comisión Asesora y Fiscalizadora (CAF) de la ACTC mientras que la Asociación Cordobesa de Rally y Regularidad (ACRYR) será la encargada del cronometraje.
El Rally Sprint LATAM se propone revolucionar el rally en 2024 con el sello de la ACTC. “Surge con una visión latinoamericana, en la región del cono Sur, sumando a todas las categorías que corren dentro de Argentina y a todos los países”, explicó el Coordinador del Rally Sprint, Martín Tropiano. Luego puntualizó: “El RSL nace con un formato resumido en un fin de semana que no va a superar los 100 km de distancia con TV en vivo, algo inédito fuera del WRC”. 
La carrera de presentación de la nueva categoría está prevista que se realice el 21 de julio en Villa Cura Brochero, en la Provincia de Córdoba.

### Turismo Carretera 2000

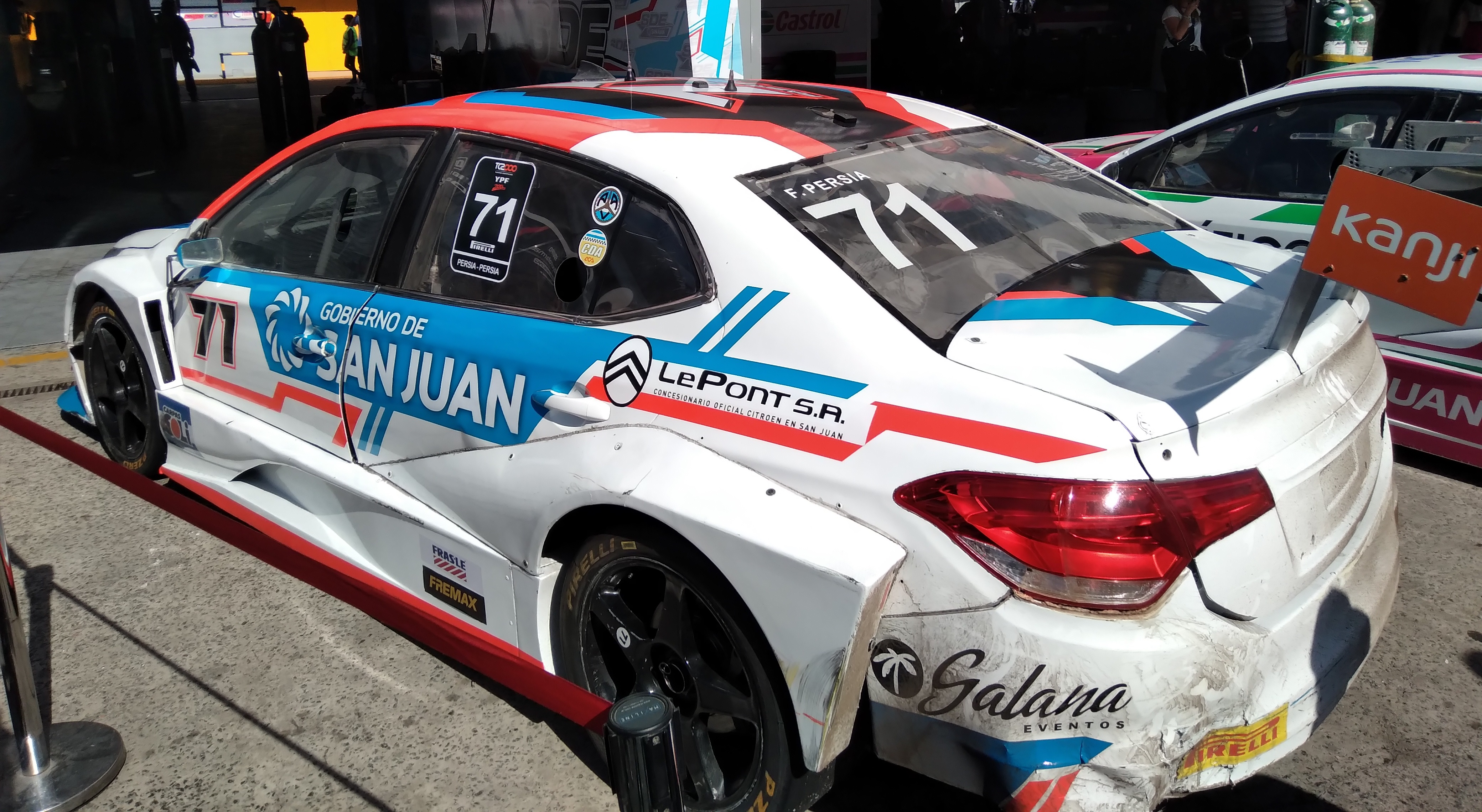
Citroën C4 Lounge. Una unidad similar a esta fue presentada en noviembre de 2024 como el primer prototipo para la categoría Turismo Carretera 2000. Los coches utilizados para esta nueva categoría, son los que se emplearon hasta 2024 en el Turismo Competición 2000, el viejo TC2000, con una reformulación en su parte mecánica.

En septiembre de 2024, la ACTC anunció la creación de la categoría "Turismo Carretera 2000" para la temporada 2025. La nueva categoría nace como consecuencia de una escisión ocurrida dentro del Turismo Competición 2000 regenteado por la familia Levy y fiscalizado por la CDA del ACA, y estará formada por los equipos que han participado en el Competición 2000 hasta el final de la temporada 2024. El nuevo certamen utilizará los mismos autos que formaron parte del Competición 2000, solo que contarán con motores V6 de 500 HP desarrollados por Oreste Berta. La categoría estará regenteada y fiscalizada por la ACTC, mientras que la Asociación Civil de Propietarios de Automóviles de Competición (ACPAC) se encargará de su administración legal y deportiva. De acuerdo a lo deslizado por los directivos de la nueva categoría, en la misma participarán más de 20 vehículos y su calendario contará con 12 fechas, en la que compartirán escenarios con las distintas categorías fiscalizadas y regenteadas por la ACTC. Sin embargo, la nueva categoría no ha estado exenta de polémicas, debido a que cuando la ACTC registró en el Instituto Nacional de la Propiedad Intelectual la marca "Turismo Carretera 2000", Autosports S.A, la empresa de la familia Levy propietarios del Turismo Competición 2000, presentó una reclamación ante la justicia, debido a la similitud de nombre, argumentando un intento de apropiación indebida de la marca.
El Turismo Carretera 2000 será la primera de las categorías fiscalizadas por ACTC en adoptar el uso de biocombustibles para los automóviles y sus motores, con proyección a ir adoptándolo de manera paulatina en el resto de las categorías de la ACTC. El Turismo Carretera 2000 no solo será un espectáculo deportivo de alto nivel, sino también un ejemplo de cómo la velocidad y la pasión por los motores pueden coexistir con el respeto al medio ambiente.
De acuerdo al reglamento de la nueva categoría, el piloto que se consagre campeón conseguirá el ascenso al TC, mientras que el subcampeón subirá al TC Pista. Dichos competidores de ser ya participantes en el TC y el TC Pista, liberarán cupos para los siguientes pilotos.
El 1 de noviembre de 2024 se realizaron las pruebas del auto prototipo de la nueva categoría en el Autódromo Oscar Cabalén de la ciudad cordobesa de Alta Gracia.
El 30 de marzo de 2025 será el debut oficial de la nueva categoría, compartiendo escenario con el TC y el TC Pista en el Autódromo Parque Provincia del Neuquén, en la ciudad de Centenario.

### TC Junior

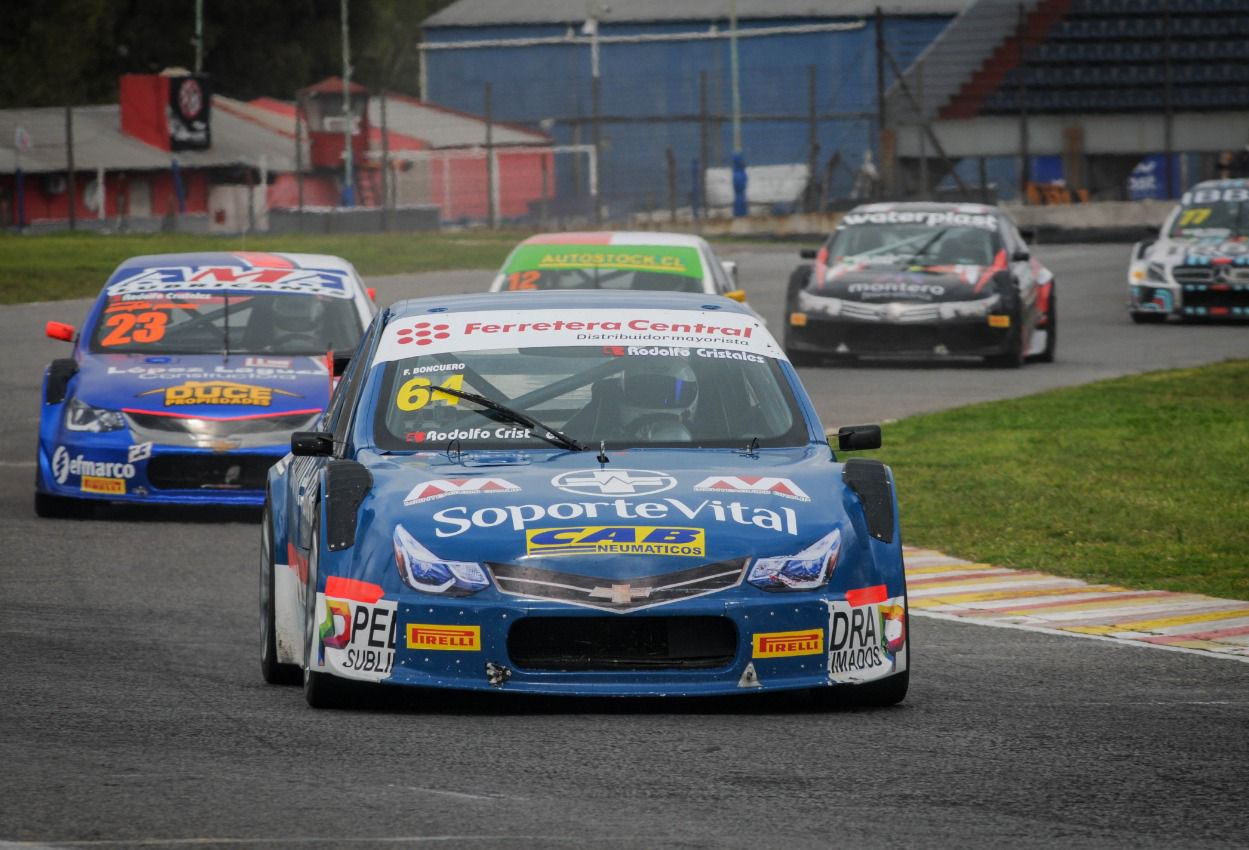
Prototipos de la ex Top Race Junior, homologados para TC Junior

El Turismo Carretera Junior, conocido también por su nombre comercial TC Junior, es una categoría creada por la Asociación Corredores de Turismo Carretera, en sociedad con la escudería SDE Competición. La misma no es otra cosa que la reformulación de lo que hasta el año 2024 se conoció como la divisional Junior de la Top Race y su creación se produjo como consecuencia de la desvinculación de la comisión directiva de la mencionada escudería (encargada a su vez de la dirección de la divisional y del mantenimiento general del parque automotor) del organigrama de Top Race y su afiliación a la ACTC. Esta determinación se dio a conocer el 11 de diciembre de 2024, una vez finalizada la temporada correspondiente de la Top Race.
Con su creación, ACTC generó una nueva división formativa, ubicándola un peldaño por debajo de la divisional TC Pista Mouras dentro del escalafón de ascenso al Turismo Carretera. Aún así, sus bajos costos la convierten también en una buena opción para pilotos provenientes de categorías zonales o retirados que pretendan iniciar o retomar respectivamente, sus carreras deportivas a nivel nacional.
Sus competencias son fiscalizadas por la Federación Regional Metropolitana de Automovilismo Deportivo (FRAD Metropolitana), la cual a su vez depende desde 2024 de la Asociación Corredores de Turismo Carretera.

## Categorías fiscalizadas anteriormente por ACTC

### Top Race

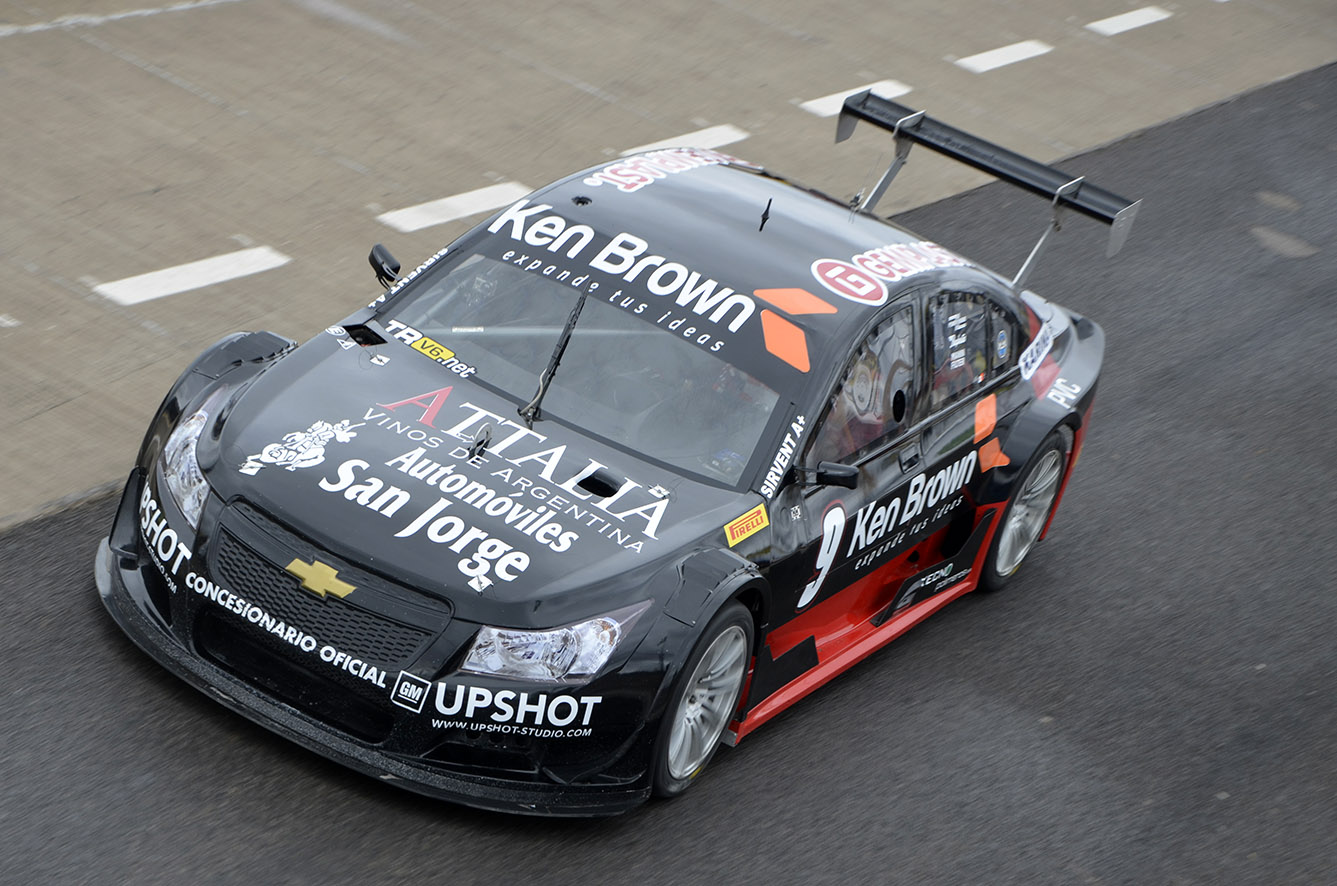
Chevrolet Cruze I de German Sirvent del TRV6.

El Top Race es una categoría creada en 1997 por ACTC, con el fin de extender las actividades automovilísticas a aquellos fines de semanas libres que tuvieran los pilotos que se desempeñaran en el Turismo Carretera. La iniciativa tuvo buena recepción por parte de los mismos y despertó también el interés de pilotos que competían en el TC 2000.
En un principio fue una categoría en la cual se le daba a los pilotos libertad de acción en la preparación y elección de sus móviles para correr, tal es así que en el primer año se entreveraban en la pista modelos tales como el Renault Clío, el Volkswagen Golf, el Chevrolet Vectra o el Mercedes-Benz Clase C. Con el paso del tiempo, se destinó la categoría para uso exclusivo de vehículos del segmento D, para así lograr una mayor identificación de los fanáticos de las marcas con sus modelos. Sin embargo en 2004 comenzaron a desembarcar modelos del segmento C, quebrando el espíritu de la categoría.
A fines de ese año, el empresario y expiloto Alejandro Urtubey compra las acciones de la categoría con el fin de reformularla y desarrollarla de cero, exclusivamente con modelos del segmento D. Es así que se crea el Top Race V6, categoría que albergó vehículos creados 100% en Argentina, con motores y chasis fabricados en el país, y automóviles silueta que representaban modelos como el Chevrolet Vectra, el Ford Mondeo, el Volkswagen Passat o el Renault Laguna. En 2007 fue implementada la categoría Top Race Junior (hoy Top Race Series), pensada inicialmente para promover valores en el automovilismo, pero que finalmente evolucionaría como una categoría competitiva. El continuo crecimiento y expansión de la categoría por otros países del continente hicieron que de a poco pierda su identidad nacional para pasar a tomar un ámbito más regional.
Esta situación fue tomada por ACTC como una incompatibilidad en su labor fiscalizadora, dado que el alcance de esta entidad es a nivel nacional, por lo que el 27 de septiembre de 2010, el entonces Presidente de ACTC Oscar Aventín informó que a partir del año 2011 la entidad dejaría de fiscalizar al Top Race, por lo que esta categoría comenzó tratativas con la Confederación De Automovilismo Sudamericano (CODASUR), para la fiscalización de sus competencias obteniendo el aprobado por parte de este órgano fiscalizador, que además elevó la categoría a nivel sudamericano.

### Gran Turismo Americano
El Gran Turismo Americano (conocido también por sus siglas GTA) fue una categoría creada en 1997. Se trató inicialmente de una categoría con reglamento particular similar al de la Copa NASCAR de los Estados Unidos. Para el desarrollo de esta divisional, se construyó una partida de coches similares a los utilizados hasta esa temporada por NASCAR, siendo estos de las marcas Chevrolet Lumina y Ford Thunderbird. Sin embargo, en lo mecánico los coches compartían todos los elementos, principalmente el motor, siendo este un V8 de origen Chevrolet de 5.6 litros y 450 CV de potencia.
Inicialmente, la fiscalización de esta categoría estuvo a cargo de la Comisión Deportiva Automovilística (CDA) del Automóvil Club Argentino. Sin embargo, a pesar de la propuesta inicial de llevar la réplica del llamado "TC Estadounidense" a la República Argentina, con autos de gran potencia y la presencia de las figuras más convocantes del ambiente automotor, el poder de convocatoria de esta categoría nunca superó las expectativas. A partir del año 2000, se dispuso finalmente el pase del GTA a la órbita de la ACTC, llevando consigo su primera gran reforma, al pasar a implementar carrozados de fibra similares a los modelos Chevrolet Corvette y Ford Mustang, dejando de lado a los antiguos carrozados estándar de NASCAR. Sin embargo, a pesar del nuevo objetivo de atraer al público, buscando identificar a los coches con el diseño de los deportivos americanos más populares, los niveles de audiencia no repuntarían, por lo que el GTA fue cancelado definitivamente tras la temporada 2001.
Su primer campeón fue Carlos Perini en 1997 al comando de un Ford Thunderbird, mientras que el último fue Diego Aventín alternando su conducción entre un Ford Mustang y un Chevrolet Corvette. Por su parte, Gastón Aguirre fue el máximo campeón histórico, consagrándose en 3 oportunidades (1998, 1999 y 2000).
| Campeones | Campeones      | Campeones          |
| Año       | Piloto         | Automóvil          |
| --------- | -------------- | ------------------ |
| 1997      | Carlos Perini  | Ford Thunderbird   |
| 1998      | Gastón Aguirre | Chevrolet Lumina   |
| 1999      | Gastón Aguirre | Chevrolet Lumina   |
| 2000      | Gastón Aguirre | Chevrolet Corvette |
| 2001      | Diego Aventín  | Chevrolet Corvette |

### Turismo Nacional
El Turismo Nacional, donde compiten turismos con modificaciones reducidas, fue fiscalizado por la ACTC entre 1996 y 2001.

## Autoridades

### Presidentes de la ACTC
- Plinio Rosetto: 1960-1961
- Pablo Facchini: 1961-1963
- Eulogio Maquirrian: 1963-1964
- Armando José Ríos: 1964-1965
- Rubén Roux: 1965-1966
- Carlos Menditeguy: 1966-1967
- Carlos Druetta: 1967-1969
- José Manuel Spada: 1969-1971
- Carlos Alberto Pairetti: 1971-1974
- Octavio Justo Suárez: 1974-1984 (†)[51][52]
- Juan Carlos Deambrosi: 1984-2001 (*)
- Rubén Gil Bicella: 2001-2002 (**)
- Oscar Raúl Aventín: 2002-2013
- Hugo Héctor Mazzacane: 2013-presente

(†) Murió en ejercicio del poder, mientras disputaba una fecha del TC en el circuito semipermanente de Tandil, el 23 de septiembre de 1984
(*) Asumió la presidencia en reemplazo del fallecido Octavio Suárez, completando el mandato de este último. Más tarde, fue reelegido en otras oportunidades, renunciando en 2001.
(**) Interino
- [56]

### Autoridades actuales
- Administración
- Presidente: Hugo Héctor Mazzacane
- Vicepresidente 1.º: Gastón Hugo Mazzacane
- Vicepresidente 2.º: Fernando Manuel Iglesias
- Secretario General: Facundo Gil Bicella
- Prosecretario: Christian Ariel Ledesma
- Tesorero: Juan Manuel Deambrosi
- Protesorero: Luis Alberto Miraldi

- Vocalías
- Vocal Titular 1.º: Walter Daniel Alifraco
- Vocal Titular 2.º: Guillermo Javier Ortelli
- Vocal Titular 3.º: Omar José Martínez
- Vocal Titular 4.º: Carlos Esteban Saiz
- Vocal Titular 5.º: Oscar Raúl Rodríguez
- Vocal Titular 6.º: Juan Pablo Gianini
- Vocal Suplente 1.º: Mariano Andrés Oyhanart
- Vocal Suplente 2.º: Christian Javier Suárez
- Vocal Suplente 3.º: Edgardo Raúl Lavari

- Comisión revisora de cuentas
- 1.er Revisor de cuentas titular: Rubén Omar García Bayón
- 2.º Revisor de cuentas titular: Jorge Alberto Oyhanart
- 1.er Revisor de cuentas suplente: Enrique Candela